# 싱가포르 미술관

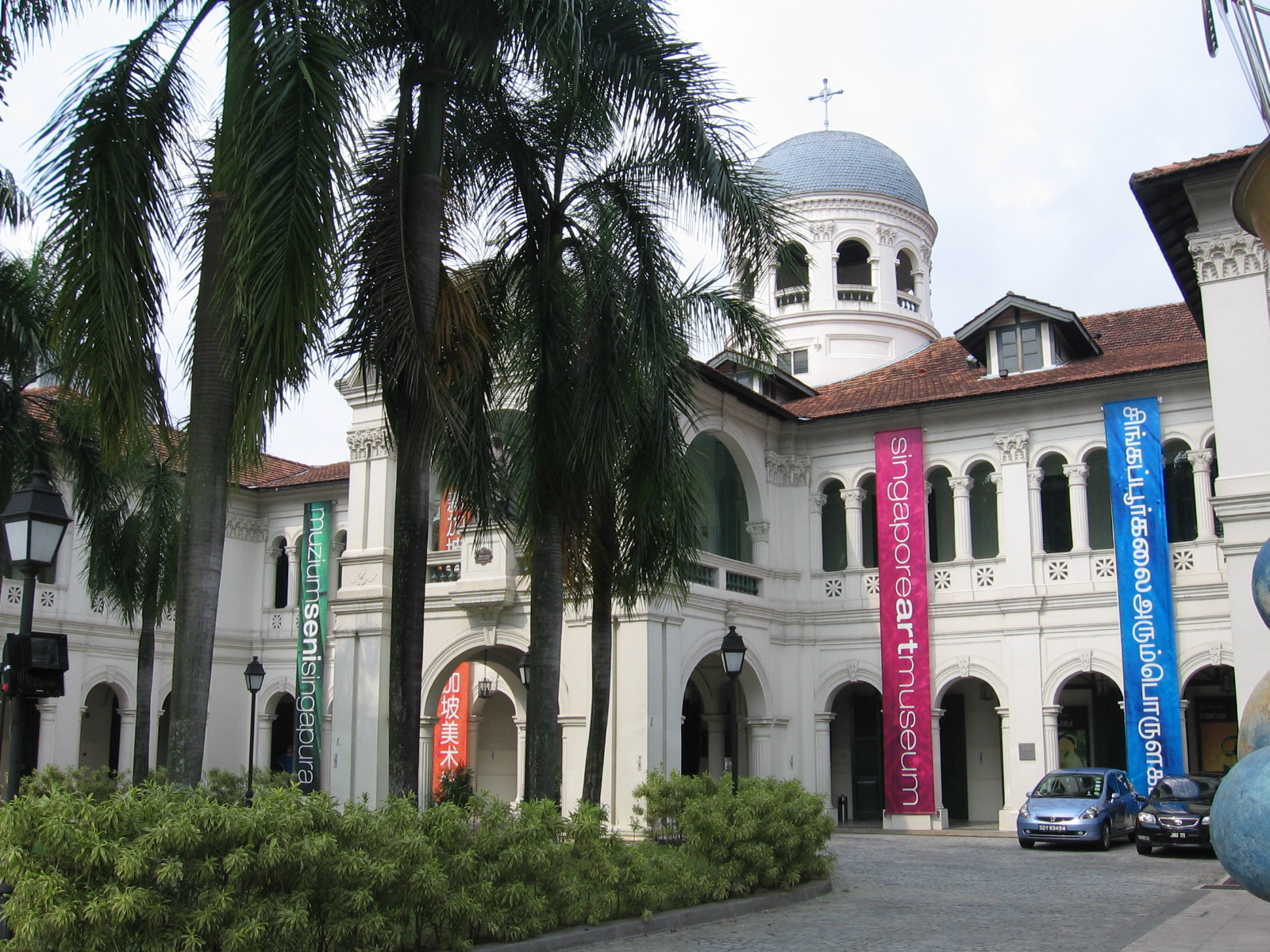
싱가포르 미술관

싱가포르 미술관(Singapore Art Museum)은 싱가포르에 위치한 미술관이다.